# Illas Cíes
Wyspy Cíes (gal. Illas Cíes, hiszp. Islas Cíes), wcześniej nazywane Illas de Baiona – archipelag na Oceanie Atlantyckim w północno-zachodniej Hiszpanii o długości 7,1 km i maksymalnej szerokości 2 km, zlokalizowany 2,75 km od wybrzeża Rías Baixas, administracyjnie przynależący do miasta Vigo, w prowincji Pontevedra i regionie Galicja.
W skład archipelagu – o łącznej powierzchni 4,4635 km² – wchodzą trzy wyspy: Monteagudo (pow. 1,795 km²), Monte Faro (pow. 1,066 km²) oraz San Martiño (pow. 1,455 km²). Archipelag jest niezamieszkany, na stałe przebywają na nim jedynie 3 osoby, będące pracownikami ochrony istniejącego tutaj Parku Narodowego Atlantyckich Wysp Galicji.
Najwyższy punkt archipelagu to Alto das Cíes (197 m n.p.m.).
W sumie na trzech wyspach funkcjonuje 9 dziewiczych plaż, z krystalicznie czystą wodą i drobnym piaskiem. Czynne są one jedynie w pełni lata. Największą i najlepiej zagospodarowaną plażą jest Praia de Rodas na wyspie Monteagudo o długości 1,3 km oraz maksymalnej szerokości 60 m.